# Luchthaven Kempegowda
Luchthaven Kempegowda (IATA: BLR, ICAO: VOBL) is de internationale luchthaven van de stad Bangalore (sinds 2006 officieel Bengaluru genoemd) in de Indiase deelstaat Karnataka. Het vliegveld ligt bij Devanhalli op ongeveer 40 kilometer van de stad en heeft een oppervlakte van 16,4 km². De constructie ervan begon in juli 2005, na lange onderhandelingen met onder andere de regering. Het zou eigenlijk op 30 maart 2008 geopend worden, maar door vertragingen in de luchtverkeersleiding en de verkiezingen ging de nieuwe luchthaven pas op 24 mei 2008 open.
Toekomstige plannen voor de luchthaven omvatten onder andere uitbreiding van de terminal, een extra startbaan en commerciële vernieuwingen zoals zakencentra, belastingvrije winkels, centra voor vermaak, winkelcentra en werkruimten.

## Constructie

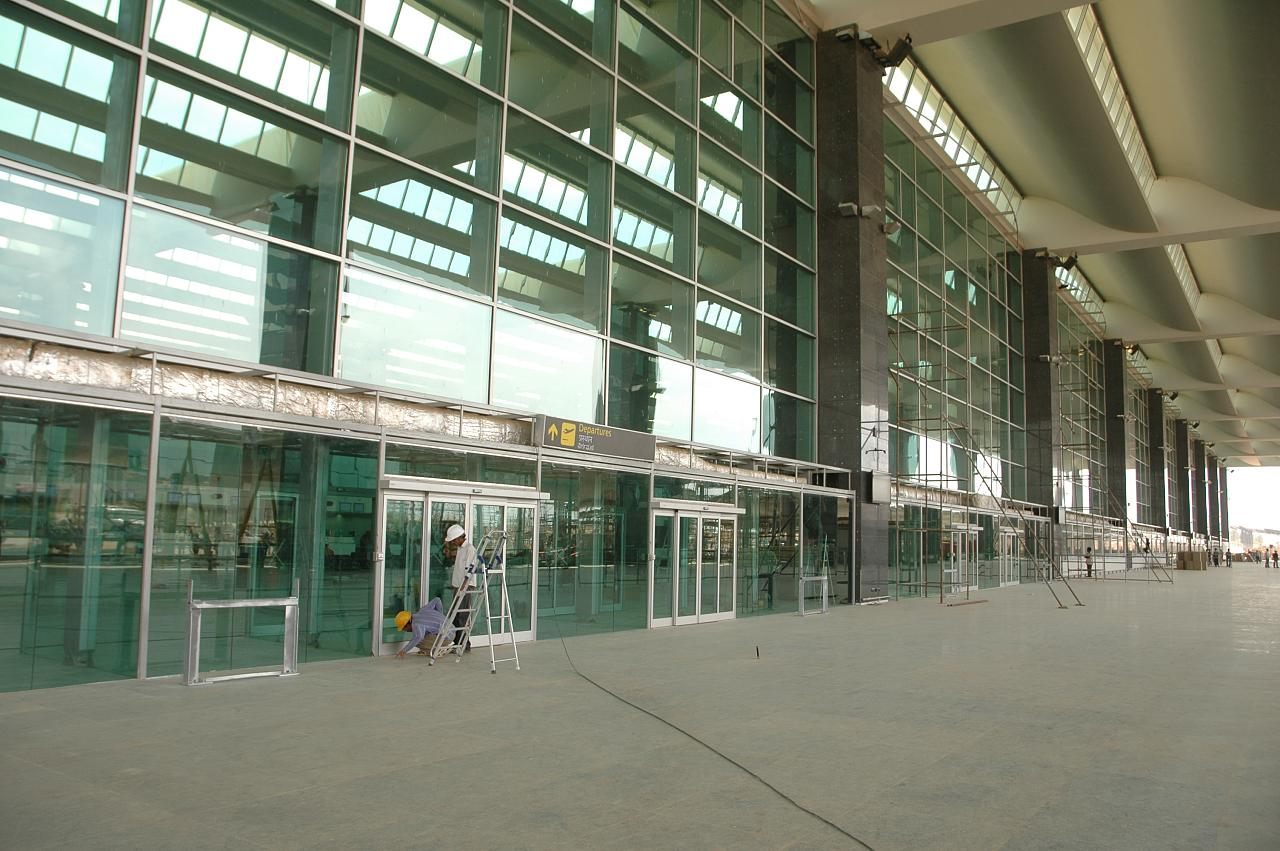
De buitenkant van de Terminal onder constructie

De nieuwe luchthaven was eigenlijk ontworpen om 3,5 miljoen passagiers per jaar te behandelen, maar werd later herontworpen om 12 miljoen passagiers per jaar te behandelen (er zijn nog plannen voor een verdere expansie om 50 miljoen passagiers per jaar te behandelen). Dit nieuwe ontwerp heeft ervoor gezorgd dat bijvoorbeeld meer taxibanen, een grotere terminal en een grotere infrastructuur is gekomen.
Er is ook een plan om directe treinverbindingen aan te leggen die de nieuwe luchthaven verbinden met de Bangalore Cantonment Railway Station. Toegang tot de nationale snelweg is ook verbeterd waardoor het nu een zesbaansweg is geworden met een muur van 1 meter tussen de beide rijrichtingen.

### Terminal
De passagiersterminal is een gebouw met twee verdiepingen die zowel internationale als binnenlandse vluchten behandelt. In de terminals zijn verscheidene winkels, restaurants en cafés. Op de eerste verdieping zijn de incheckbalies en de aankomsthallen met bagageafhandeling. Op de tweede verdieping zijn de gates, winkels, restaurants en lounges van verschillende maatschappijen.

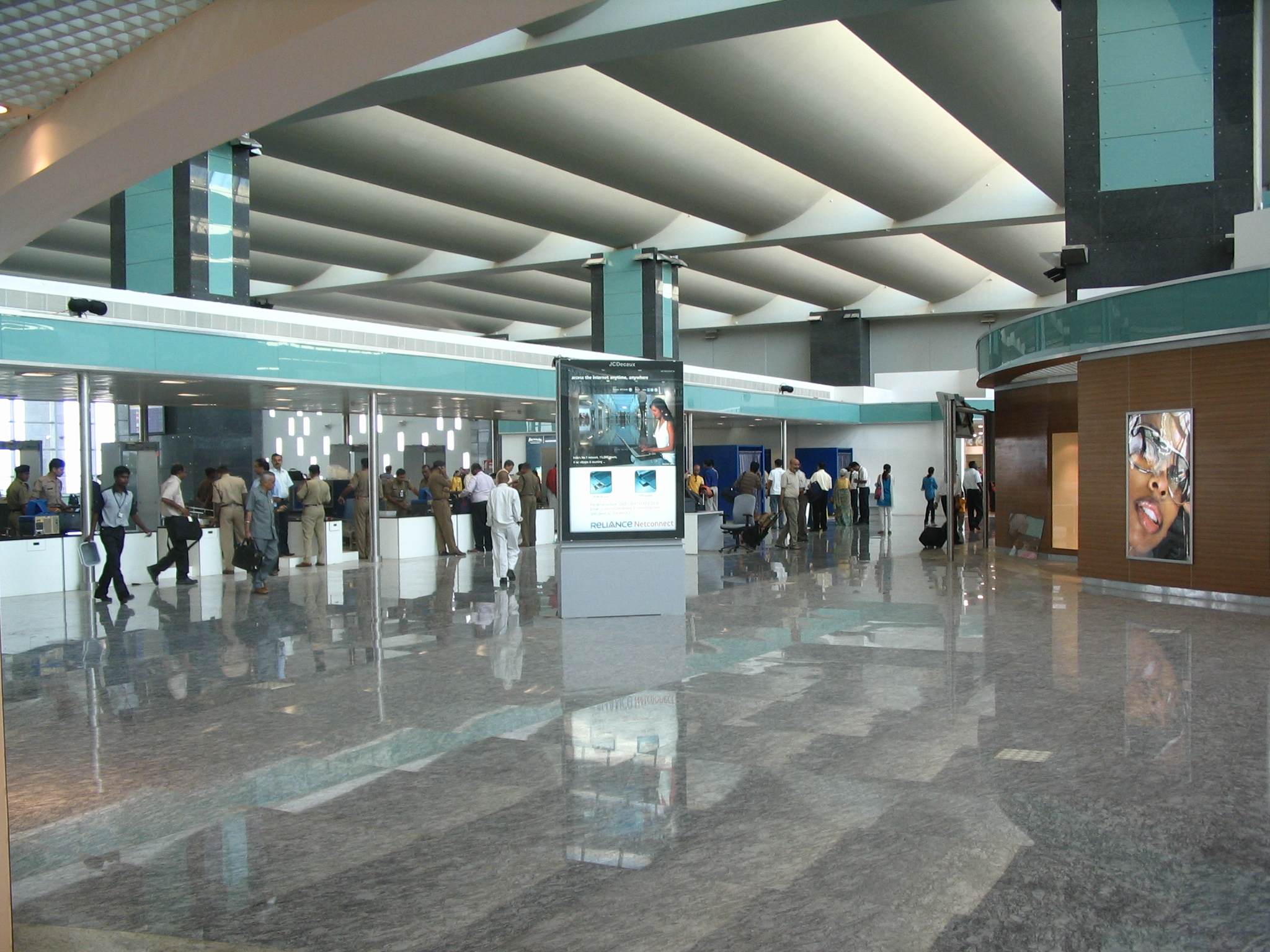
Binnenlandse Terminal controle

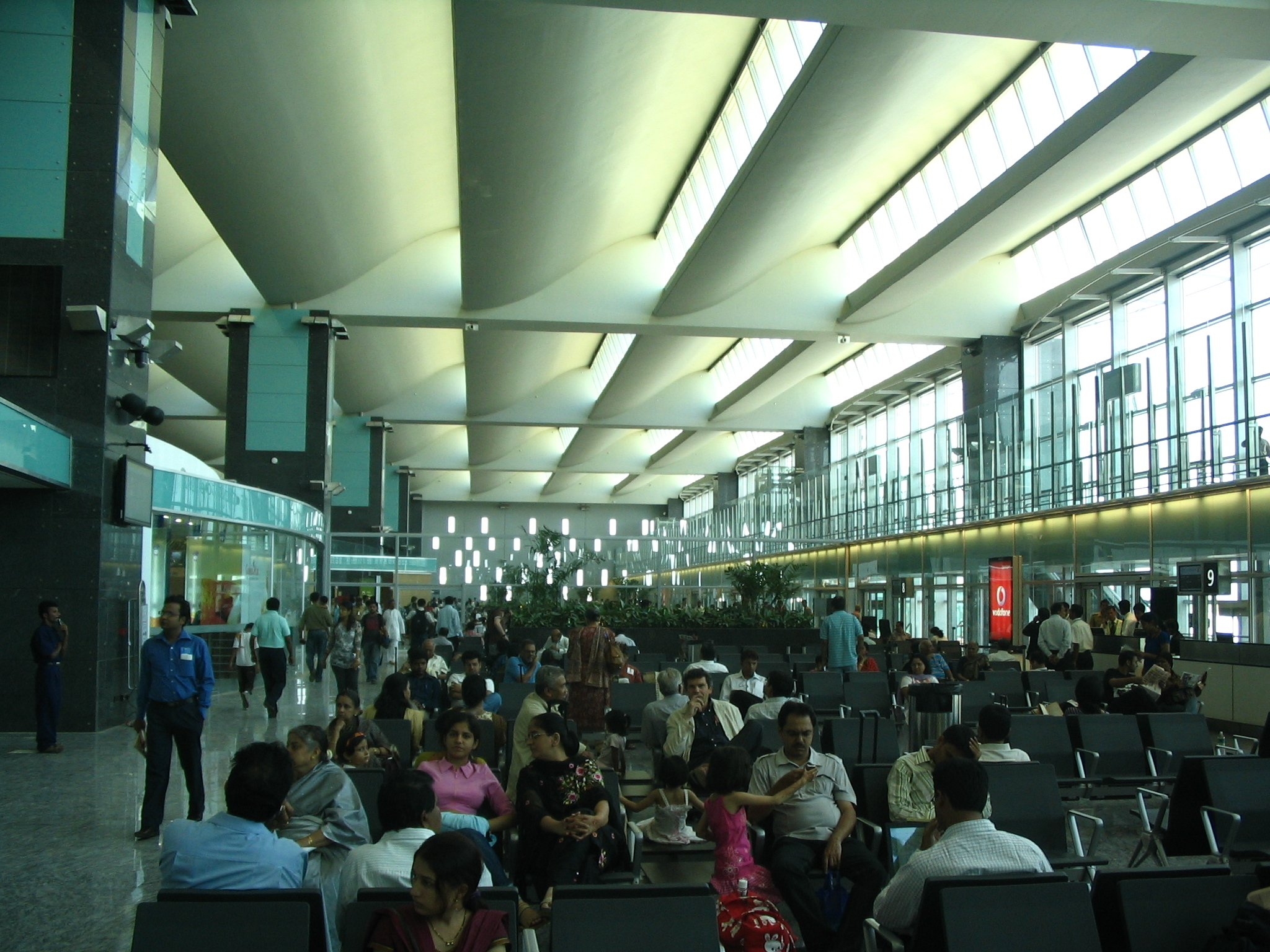
Wachtruimte

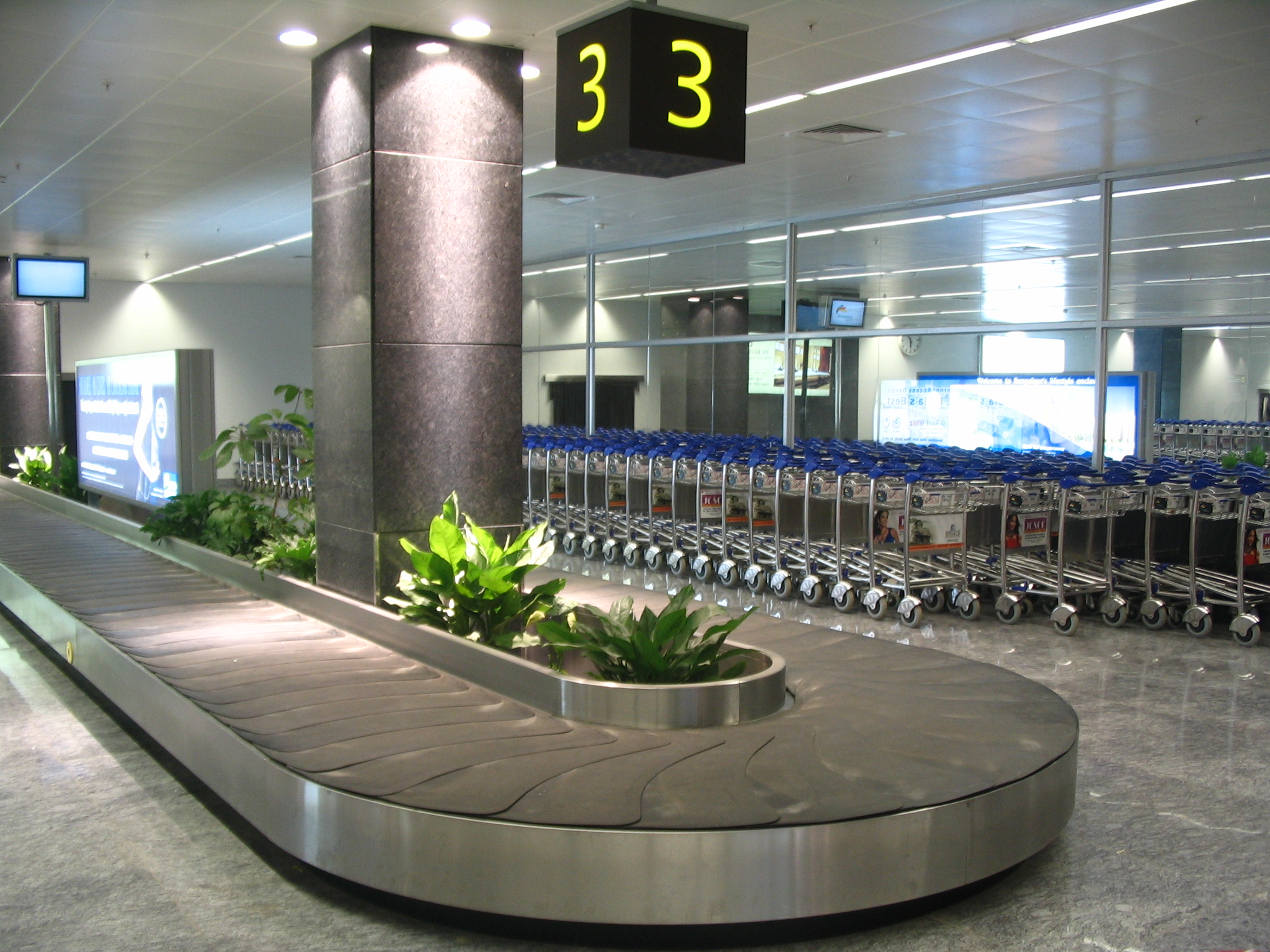
Bagage belt

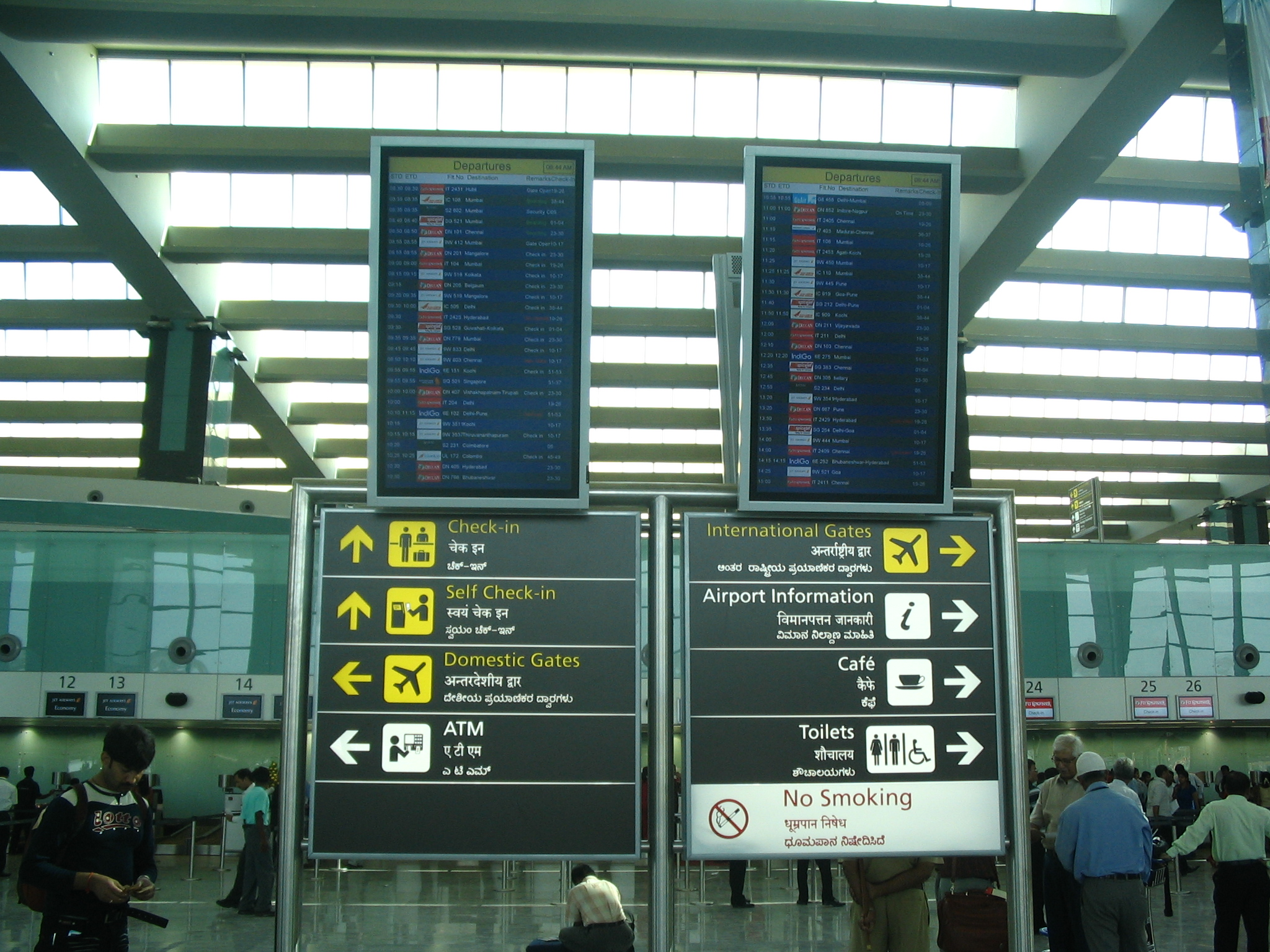
beeld met informatie over de vluchten

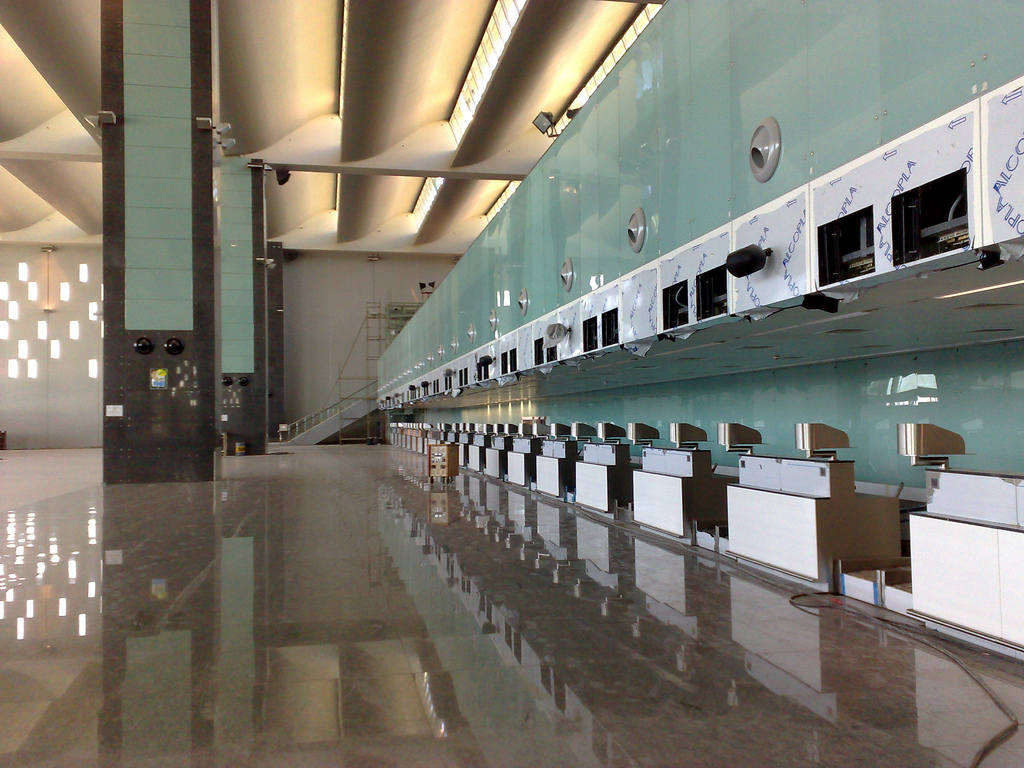
Check-inbalies bij BIAL

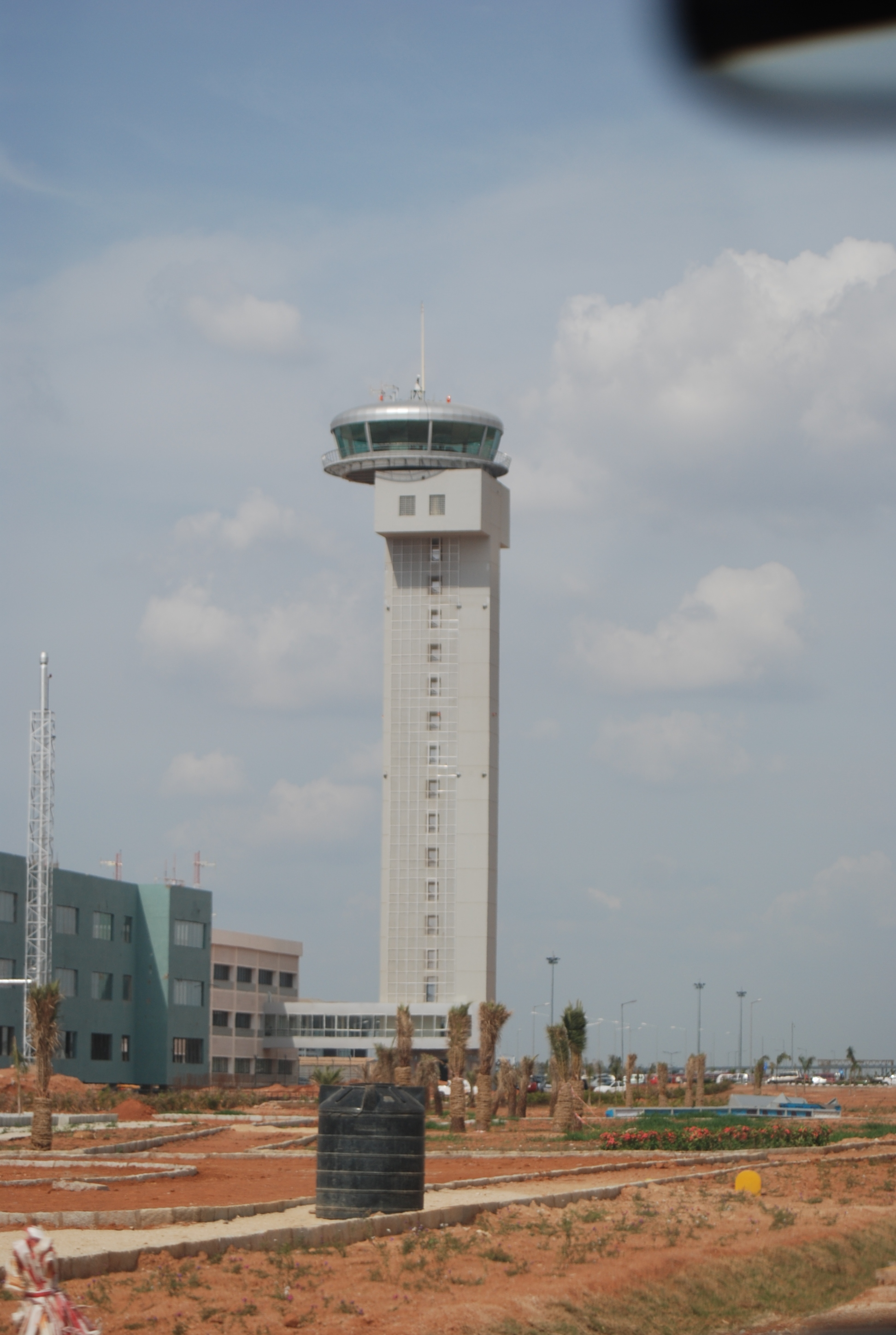
Verkeerstoren

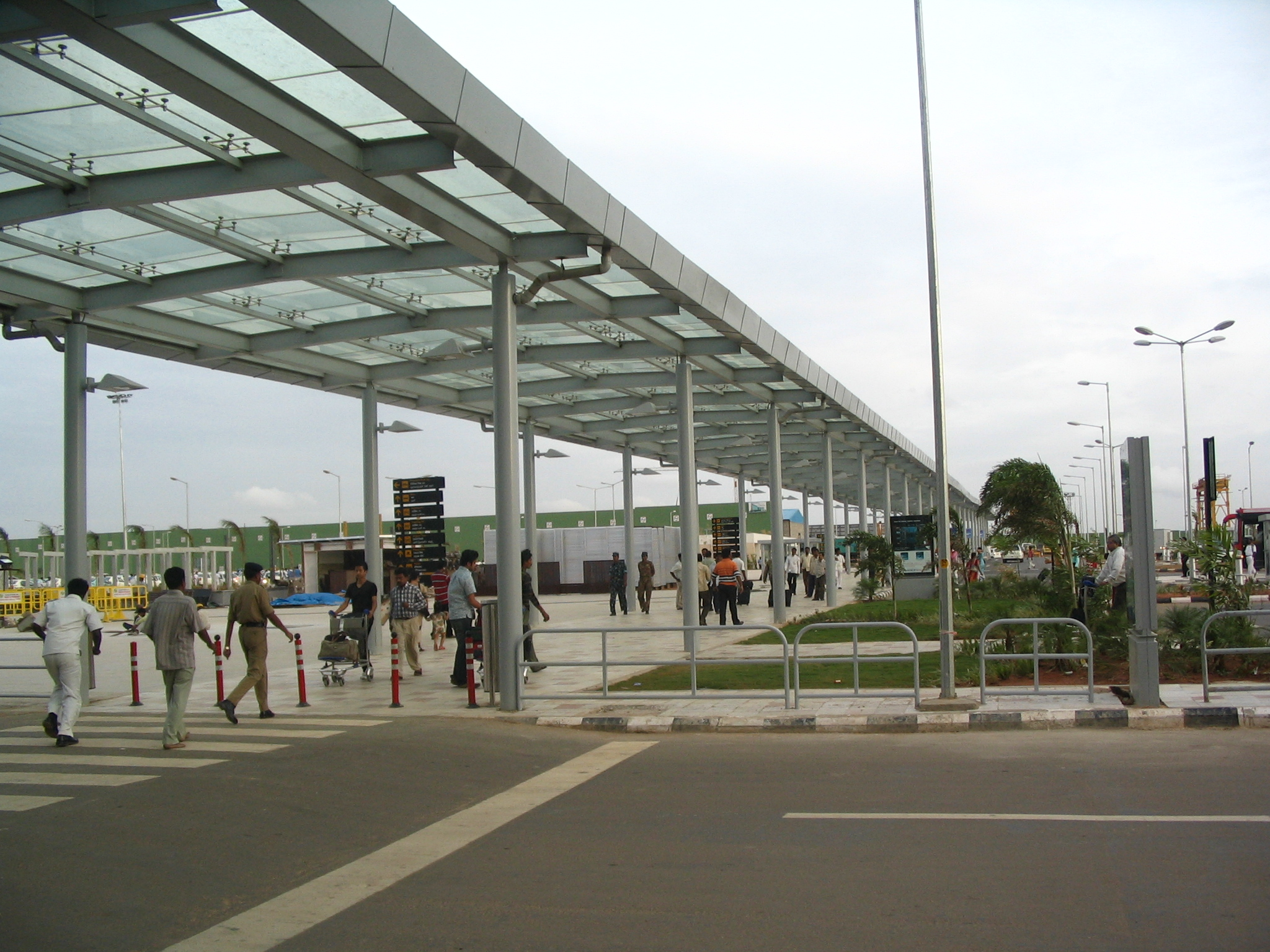
Buiten de terminal

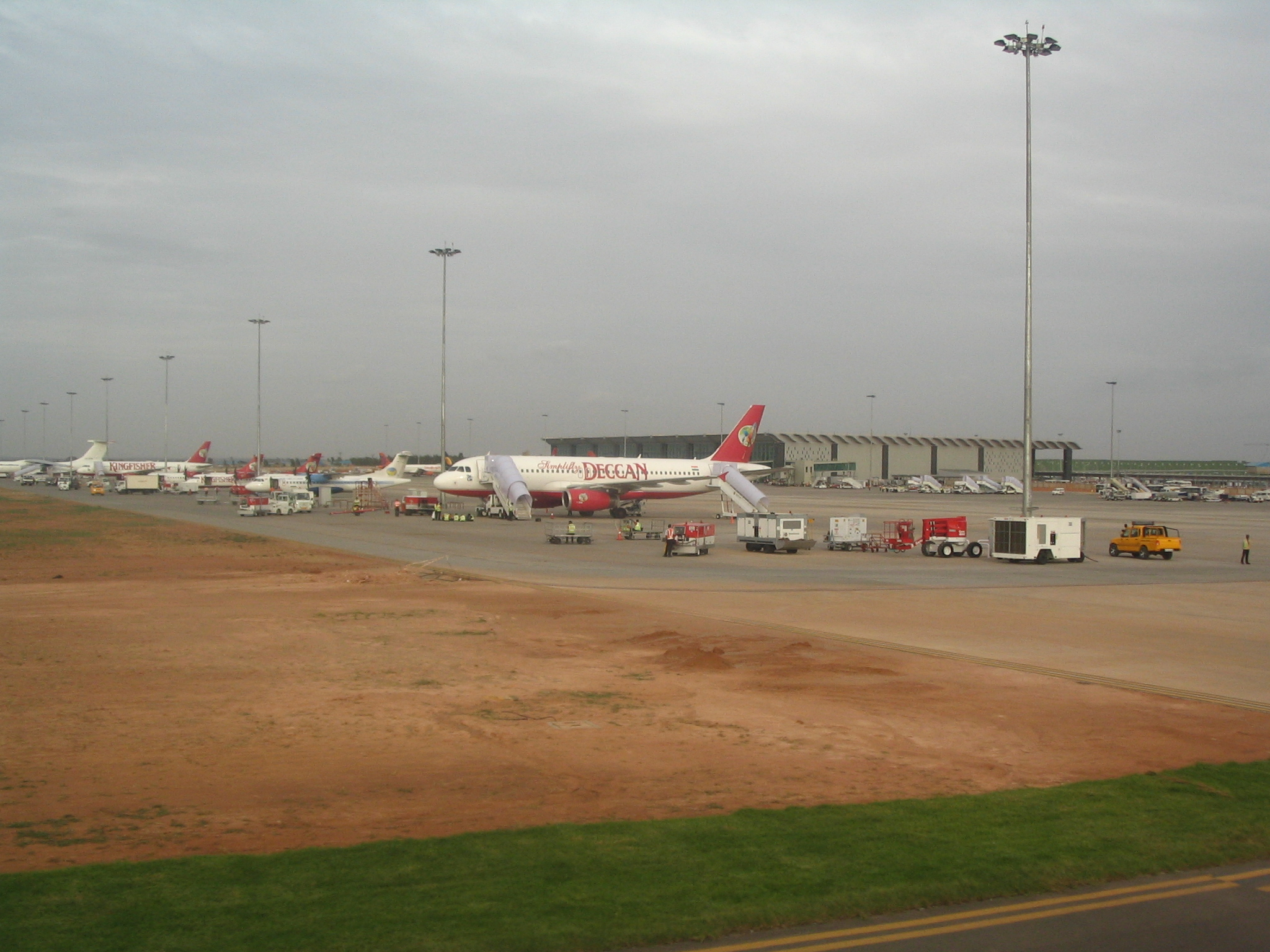
Buiten de terminal

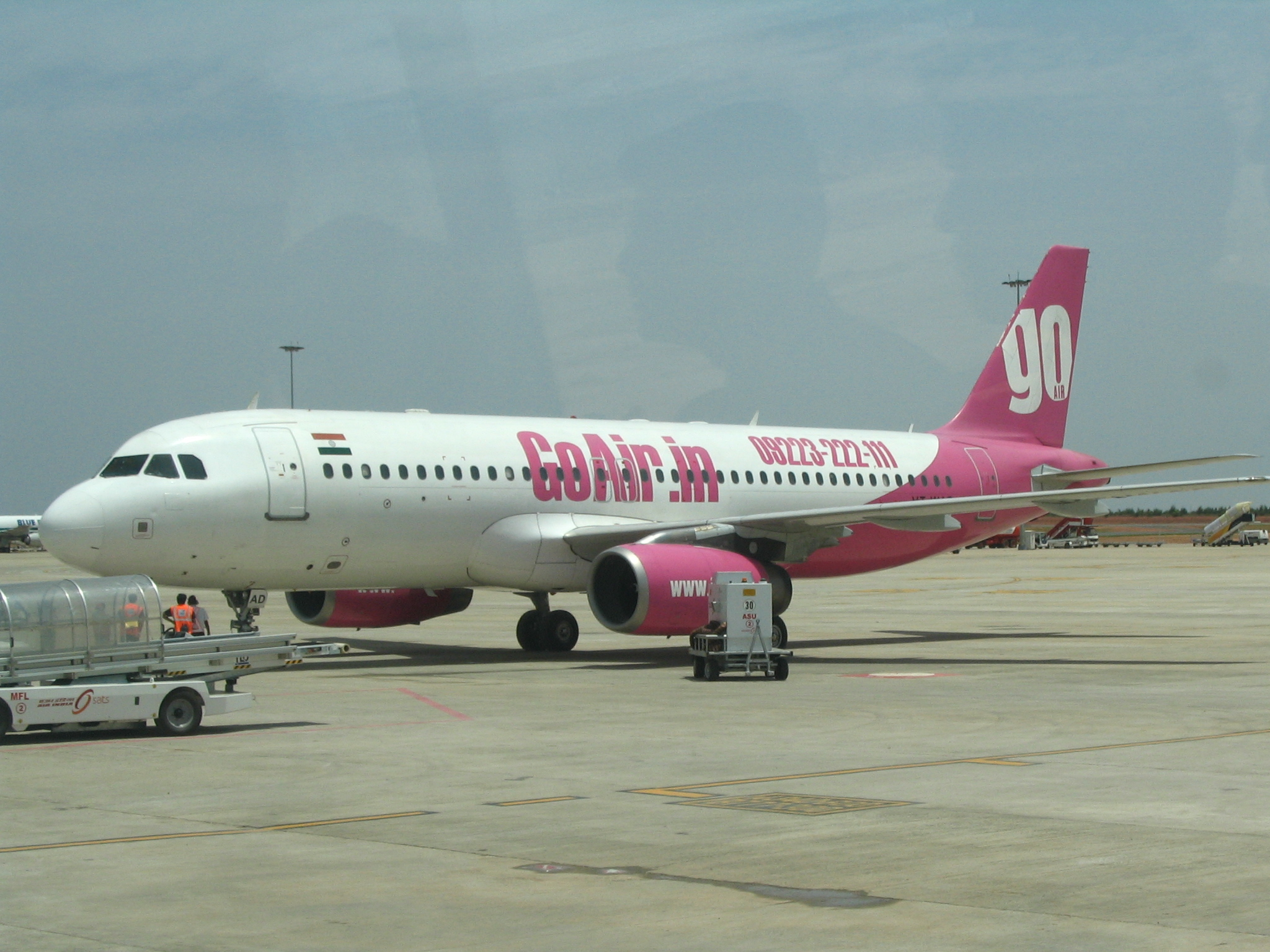
Een toestel van GoAir op BIAL

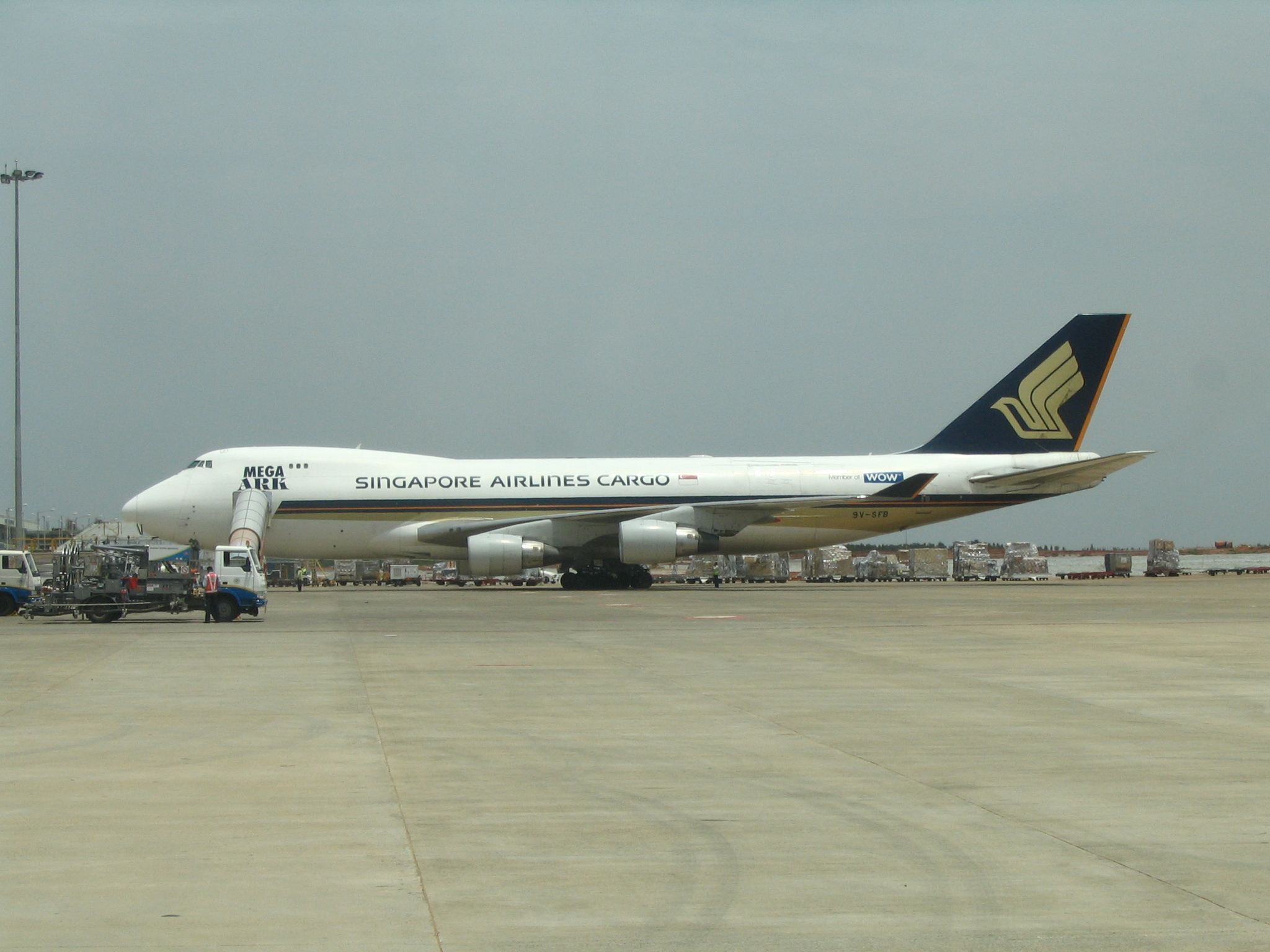
Een Singapore Airlines Cargo Boeing 747 op Bengaluru International Airport

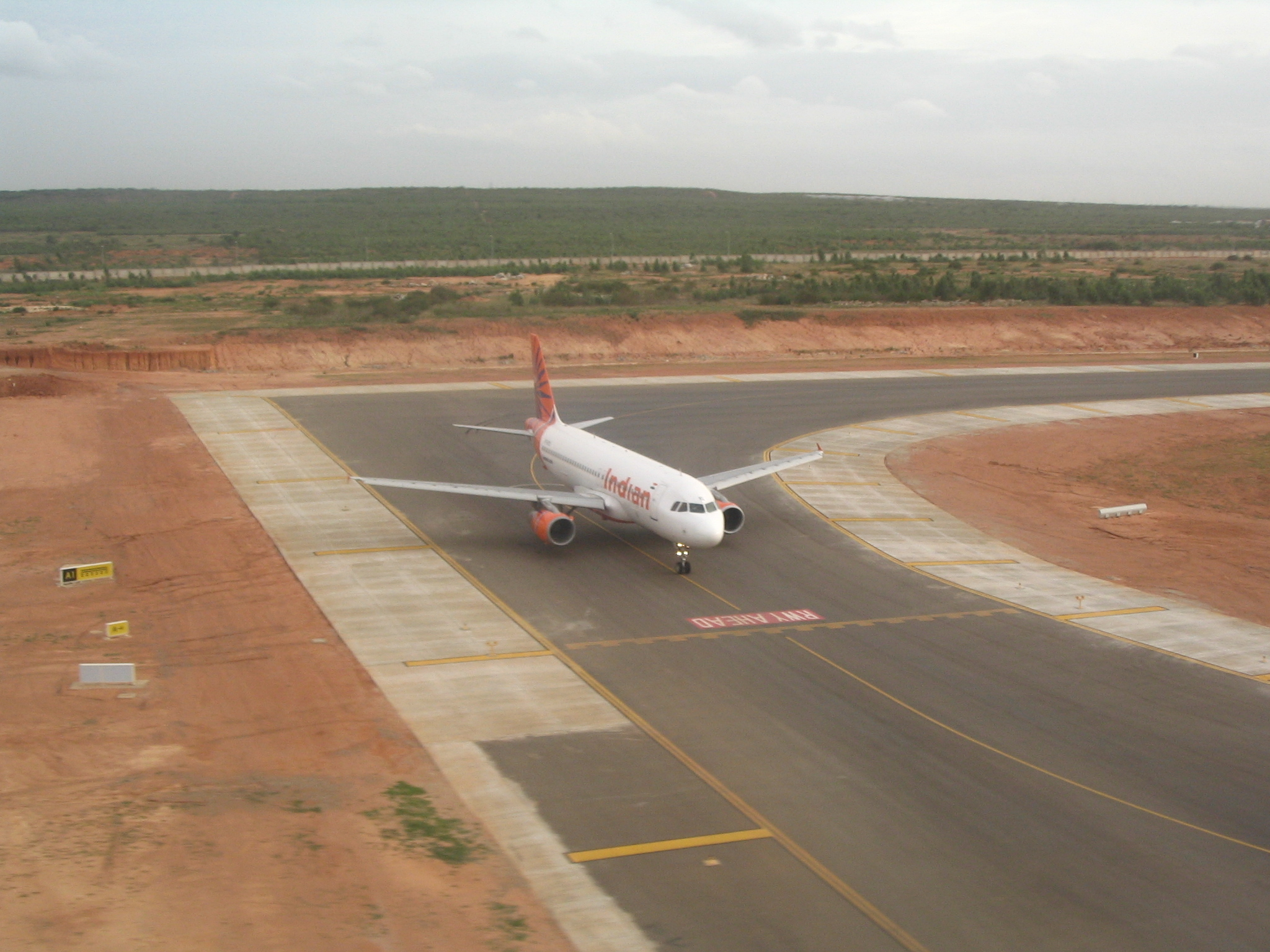
Een toestel van Indian Airlines op BIAL

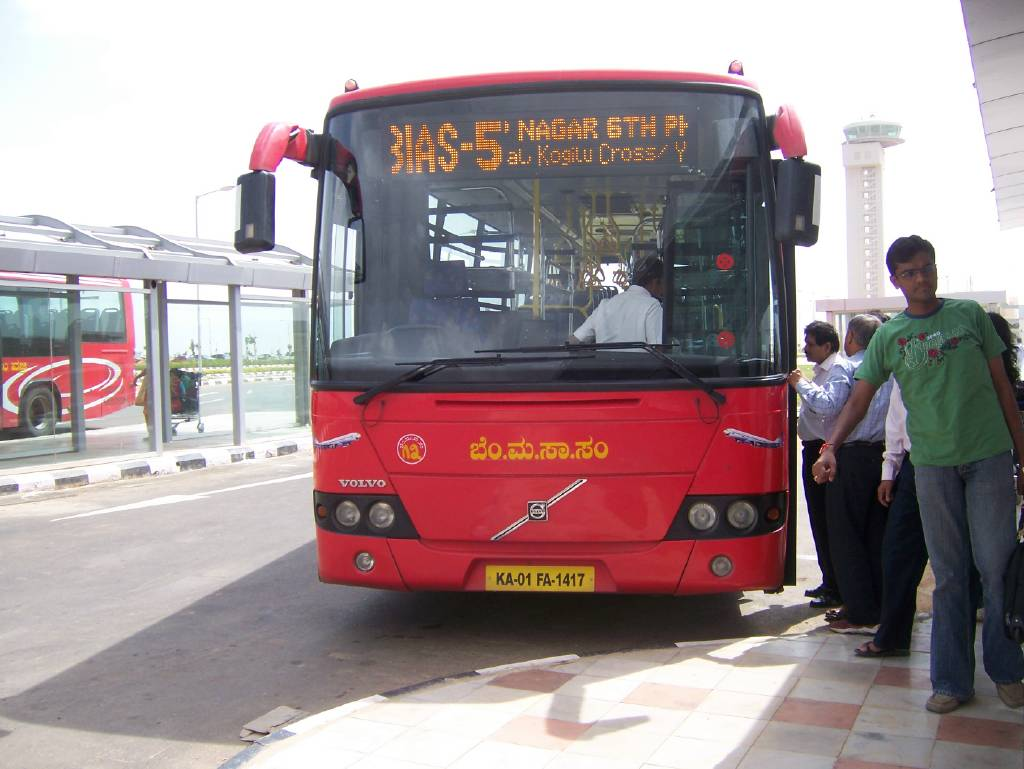
De nieuwe Volvo City bussen verbinden Bangalore met het vliegveld

De totale oppervlakte van de vloer is ongeveer 71.000 vierkante meter. De terminal is gebouwd om 2733 passagiers per uur te verwerken en 12 miljoen passagiers per jaar.
- Vliegtuigbewegingen: 30 per uur
- Laatst aantal vliegtuigbewegingen: 440 op de eerste dag (24 mei 2008).
- Check-infaciliteiten: 53 en 18 zelfcheck-in balies.
- Gates: 20
- Verbindingsbruggen: 8, met een dubbel gearmde brug en 8 buspoorten.
- Vliegtuig standplaatsen: 42, met allemaal een oliepitt.
- Terminal parkeerplaats: Er is een faciliteit gemaakt om 2000 auto's voor een lange termijn te bergen. Daarnaast zijn er ook parkeerplaatsen waarop er 10 minuten geparkeerd kan worden om bagage en passagiers af te zetten.

### Startbaan
Op de startbaan kunnen alle soorten vliegtuigen landen, inclusief de Airbus A380. Er zijn plannen om er nog een bij te maken wanneer het aantal passagiers per jaar de 18 miljoen overschrijdt (rond 2014).
De landingsbaan (ICAO: 4E) heeft een lengte van 4000 meter, een breedte van 45 meter (met zijstroken 60 meter). Graden: 09/27

### Winkels, eten en drinken
Winkelen op het nieuwe vliegveld: de binnenlandse vertrekhal heeft een van India's grootste warenhuizen, Shopper Stop. Ook zijn er zowel bij internationaal als bij binnenlands vertrek elektronicawinkels, boekhandels (Crossword), kledingwinkels en vele andere zaken.
De aankomsthal heeft ook winkels waar spullen zoals parfums, accessoires en sieraden verkocht worden.

### Grondhandeling
- GlobeGround India
- Consortium van Air India en Singapore Air Terminal Services (SATS)

### Vluchtcatering
- LSG Sky Chefs
- Taj SATS (Tata Groep)

### Goederenafhandeling
- Consortium van Air India en Singapore Air Terminal Services (SATS)
- Consortium van Bobba Group en Menzies Aviation

### Luchtvaartbrandstof-opslagplaats
- IndianOilSkytanking een joint venture van Skytanking en Indian Oil Corporation

### Luchtvaartbrandstofdienst
- Consortium van Bharat Petroleum (BPCL) en Singapore Terminal Airport Services Pvt. Ltd. (STARS)
- IndianOilSkytanking een joint venture van Skytanking en Indian Oil Corporation

### Hotels in het complex
Een vijfsterrenhotel (Hilton) met 321 kamers (die een deel van het vliegveld moet voorstellen) is nog in aanbouw en zal naar verwachting rond november 2008 zijn deuren openen. Het is ontworpen door P Associates uit Bangkok.

### Transport van en naar het vliegveld
Er zijn verbindingen met helikopters naar delen van de stad (zie ook Terminal voor vluchten binnen de stad)
- MeruCabs en Easycabs (taxidiensten)
- Hertz en Akbar Travels (luxe transportdiensten)
- BMTC Vayu Vajra Volvo bussen met airco
- BMTC Suvarna bussen zonder airco

### ATC-frequenties in gebruik
De frequenties die gebruikt worden in BLR zijn:
|   | Roepletter         | Wordt gebruikt voor                      | Zendfrequentie            |
| - | ------------------ | ---------------------------------------- | ------------------------- |
| 1 | Bangalore Tower    | Landingsbaan tot 6.000 voet              | 123.45 MHz                |
| 2 | Bangalore Approach | 6.000 tot 12.000 voet                    | 121.25 MHz and 121.75 MHz |
| 3 | Bangalore Ground   | Grondbewegingen - buiten de landingsbaan | 121.65 MHz                |
| 4 | Bangalore ASR/TAR  | Informatie                               | 119.45 MHz                |

De meeste vliegtuigen schakelen over naar Chennai ATC airspace voordat of nadat ze naar BLR overschakelen of hebben geschakeld. De frequentie van Chennai ATC airspace is 119.5 MHz.

### Financiën
Kosten:2.470 crore roepies (ongeveer $600 miljoen Amerikaanse dollar).

## Terminals, luchtvaartmaatschappijen en bestemmingen

### Terminal voor vluchten binnen de stad
- Deccan Aviation (Electronic City, Whitefield, HAL (oude vliegveld), Palace Grounds)

### Terminal voor binnenlandse vluchten
- Air India (Mumbai)
  - Indian Airlines (Cochin, Bombay, Delhi, Haiderabad, Kolkata)
- GoAir (Ahmedabad, Bombay, Delhi, Haiderabad)
- IndiGo Airlines (Bhubaneswar, Bombay, Calcutta, Delhi, Haiderabad, Jaipur, Kochi, Madras, Nagpur, Pune, Vadodra)
- Jet Airways (Bombay, Coimbatore, Delhi, Goa, Haiderabad, Kochi, Kolkata, Madras, Mangalore, Pune, Thiruvananthapuram)
  - JetLite (Ahmedabad, Bhubaneswar, Bombay, Calcutta, Coimbatore, Delhi, Haiderabad, Jaipur, Madras)
- Kingfisher Airlines (Agatti, Ahmedabad, Bombay, Calcutta, Delhi, Goa, Guwahati, Haiderabad, Hubli, Jaipur, Kochi, Madras, Mangalore, Pune, Thiruvananthapuram, Vadodara)
  - Deccan (Ahmedabad, Belgaum, Bellary, Bhubaneswar, Bombay, Coimbatore, Delhi, Haiderabad, Indore, Kochi, Calcutta, Madras, Madurai, Mangalore, Nagpur, Pune, Trichy, Tirupati, Vijaywada, Visakhapatnam)
- Paramount Airways (Madras, Madurai,Visakhapatnam)
- SpiceJet (Ahmedabad, Bombay, Calcutta, Delhi, Goa, Guwahati, Haiderabad, Jaipur, Madras, Pune)

### Terminal voor internationale vluchten
- Air Arabia (Sharjah)
- Air France (Parijs-Charles de Gaulle)
- Air India (Chicago-O'Hare, Dubai, Frankfurt, Kuala Lumpur, Sharjah, Singapore, **San Francisco - vanaf augustus 2008**)
  - Indian Airlines (Bangkok-Suvarnabhumi, Dubai, Male, Muscat, Sharjah, Singapore)
- Air Mauritius (Mauritius)
- British Airways (Londen-Heathrow)
- Cathay Pacific Airways
  - Dragonair (Hong Kong)
- Emirates (Dubai)
- Gulf Air (Bahrein)
- Jet Airways (Brussel, vanaf 31/10/2008)
- Kingfisher Airlines (Londen-Heathrow, **Amsterdam - winter 2008, New York-JFK - winter 2008, San Francisco - winter 2008**)
- KLM (Amsterdam, The Netherlands)
- Lufthansa (Frankfurt)
- Malaysia Airlines (Kuala Lumpur)
- Nepal Airlines (Kathmandu)
- Oman Air (Masqat)
- Singapore Airlines (Singapore)
- SriLankan Airlines (Colombo)
- Thai Airways International (Bangkok-Suvarnabhumi)
- Tiger Airways (Singapore)

### Goederen
- Air France Cargo (Parijs-Charles de Gaulle)
- Air India Cargo (Frankfurt, Haiderabad, Madras, Nagpur, Parijs-Charles de Gaulle,)
- Alitalia Cargo (Rome)
- Blue Dart Aviation (Bombay, Delhi, Haiderabad, Madras)
- Emirates SkyCargo (Dubai)
- Etihad Crystal Cargo (Abu Dhabi)
- Gulf Cargo (Bahrein)
- Jet Airways (Delhi)
- Lufthansa Cargo (Frankfurt)
- MASkargo (Kuala Lumpur)
- Qatar Airways Cargo (Doha)
- Quikjet Cargo (Bombay, Delhi, Madras)
- Singapore Airlines Cargo (Singapore)
- SriLankan Cargo (Colombo)
- Thai Airways Cargo (Bangkok-Suvarnabhumi)
- Transmile Air Services (Kuala Lumpur)

### BIAL als hub
Hieronder staan de luchtvaartmaatschappijen die BIAL als hub hebben:
- Kingfisher Airlines
- Quikjet Cargo
- Deccan

(**Nieuwe bestemming - de datum waarop het begint**)